# Circoncisione (Mazzolino)
La Circoncisione è un dipinto a olio su tavola (40 × 29 cm) di Ludovico Mazzolino, databile a poco prima del 1525 e conservato negli Uffizi di Firenze.

## Storia
La Circoncisione, assieme alla Strage degli Innocenti, era nelle collezioni del cardinale Ippolito d'Este nel 1525 e alla sua morte, nel 1572, esse passarono a suo nipote Luigi d'Este, pure cardinale. L'11 maggio 1587 furono vendute al cardinale Ferdinando de' Medici (poi divenuto granduca come Ferdinando I), amico di Luigi.
La Strage doveva essere più amata dal Medici, poiché se la fece spedire a Firenze, dalla Villa Medici a Roma dove si trovava, nel 1602, mentre la Circoncisione arrivò in Toscana solo due secoli dopo, con la raccolta dei beni medicei da parte dei Lorena.
A differenza dell'altra opera, la Circoncisione è stata attribuita con unanimità al Mazzolino. Fu ripulita troppo energicamente nel XIX secolo e nel 1959 fu fermato il colore con un restauro, che integrò anche una piccola lacuna.
Un'altra Circoncisione del Mazzolino si trova anche nella Fondazione Cini a Venezia.

## Descrizione e stile
Opera piccola ma solenne, è costruita con una solida architettura che fa da quinta, ispirata alle invenzioni di Raffaello nelle Stanze Vaticane. In basso si svolge in primo piano la cerimonia della circoncisione di Gesù, accerchiato da numerosi personaggi, tra cui due inservienti che porgono una brocca d'acqua per sciacquare il sangue e la Madonna che, a destra, prega perché tutto riesca bene.
In secondo piano, oltre una sorta di cantoria marmorea, avviene una piccola scena di genere, con i sacerdoti che rimettono a posto una serie di stole e oggetti liturgici.